# Marie-Magdeleine
Marie-Magdeleine (título original en francés; en español, María Magdalena) es un «drama sagrado» en tres actos y cuatro escenas de Jules Massenet, sobre libreto de Louis Gallet.
Compuesta en gran medida a lo largo de su estancia en la villa Médici en 1864-1865, la obra fue estrenada el 11 de abril de 1873 en el Teatro del Odéon, luego cambiado a un «drame lyrique» con decorados y vestuario para la Opéra-Comique el 12 de abril de 1906.
En las estadísticas de Operabase aparece con 2 representaciones en el período 2005-2010.

## Argumento
Próximo al oratorio, el tema se inspira en la historia de María de Magdala tal como aparece relatada en los Evangelios.
- Acto I: La Magdalena en la fuente
- Acto II: Jesús con la Magdalena
- Acto III

1.ª escena: El Gólgota. La Magdalena en la Cruz
2.ª escena: La tumba de Jesús y la Resurrección

## Personajes
| Personaje | Tesitura          | Estreno, Teatro del Odeón (11 de abril de 1873) | Reposición, Teatro del Odeón (1874) | Reposición, Opéra-Comique (1874) | Estreno, Opéra-Comique (12 de abril de 1906) |
| --- | ----------------- | ----------------------------------------------- | ----------------------------------- | -------------------------------- | -------------------------------------------- |
| Méryem, la Magdalena                                                                                                 | soprano           | Pauline Viardot                                 | P. Gueymard                         | Caroline Miolan-Carvalho         | Aïno Akté                                    |
| Marthe,su hermana | mezzosoprano      | E. Vidal                                        | C. Salla                            | Franck                           | Mathilde Cocyte                              |
| Jésus, el Nazareno                                                                                                   | tenor             | Bosquin                                         | Bosquin                             | Duchesne                         | Thomas Salignac                              |
| Judas, Iscariote | bajo              | Petit                                           | Bouhy                               | Bouhy                            | Hector Dufranne                              |
| Discípulos, fariseos, escribas, publicanos, soldados y ejecutores romanos, sirvientes, santas mujeres, pueblo (coro) |                   |                                                 |                                     |                                  |                                              |
| Dirección musical | Dirección musical | Édouard Colonne                                 |                                     |                                  | Alexandre Luigini                            |